# Louis-Georges Mulot
Pour les articles homonymes, voir Mulot (homonymie).
Louis-Georges Mulot, né le 14 septembre 1792, à Épinay-sur-Seine et mort le 11 avril 1872, est un ingénieur et entrepreneur français qui est à l'initiative de nombreux puits artésiens dans Paris et la région parisienne, et fondateur de la Compagnie des mines de Dourges, une des premières créés dans le nouveau bassin du Pas-de-Calais, prolongement du Bassin minier du Nord-Pas-de-Calais.

## Biographie
Fils d'un serrurier d'Épinay-sur-Seine originaire de Vaubexy, Louis-Georges Mulot hérite de ses outils et, habile de ses mains, il commence à travailler comme raccommodeur de fusils, d'horloges... Il invente ensuite un appareil à râper les pommes de terre pour fabriquer de la fécule de pomme de terre. Il répare un bateau à vapeur, échoué à Épinay et qui ne pouvait plus repartir.
En 1823, il est appelé à Enghien pour réparer les outils des sondeurs d'un puits artésien. Il les regarde faire et comprend vite leur métier. De retour à Épinay, il perfectionne les outils et creuse son premier puits artésien dans la propriété de la marquise de Grollier. Il creuse ensuite des puits à Tours, Elbeuf, Saint-Gratien.
Sous l'impulsion de François Arago, alors conseil général de la Seine et scientifique très écouté, et de Louis-Étienne Héricart de Thury, ingénieur, Louis-Georges Mulot entreprend le 24 décembre 1833 les travaux du premier puits artésien à Paris, dans la cour de l'abattoir de Grenelle. Il commence son forage le 1er janvier 1834. Après sept ans et deux mois de travaux, l'eau jaillit le 26 février 1841 et le puits est achevé la même année après un forage de 548 mètres.

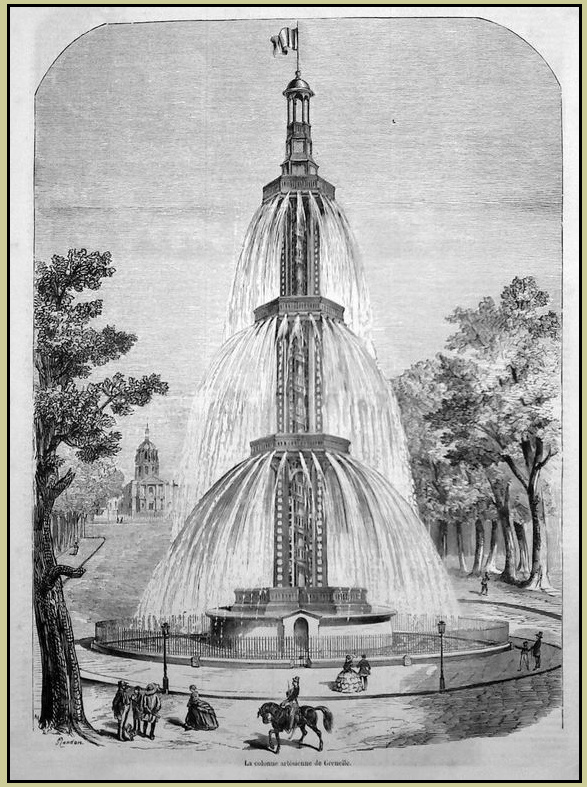
Colonne du puits artésien de Grenelle sur la place de Breteuil.

Une colonne en fonte est édifiée sur la place de Breteuil pour servir de château d'eau, sur un projet d'Hippolyte Delaperche, sous la surveillance d'Eugène Belgrand et Michal. Elle y reste jusqu'en 1904 et est rasée pour construire le monument de Pasteur. On bâtit alors une fontaine commémorative à l'emplacement du lieu du forage, c'est la fontaine du Puits de Grenelle, place Georges-Mulot dans le 15e arrondissement. Elle est restée longtemps en activité mais semble asséchée au XXIe siècle. Georges Mulot réalise ensuite de nombreux puits artésiens en France métropolitaine et en Algérie.
Mme De Clercq fait effectuer un sondage dans son parc à Oignies dans le Pas-de-Calais en 1841. Initialement, ce puits artésien devait fournir de l'eau, mais le terrain houiller a été atteint entre 170 et 180 mètres. Dès lors, il n'était plus possible d'avoir de l'eau, mais ce sondage a été poursuivi à plus de 400 mètres de profondeur, et a coûté plus de 100 000 francs. Mme De Clercq et Louis-Georges Mulot s'associent dans le but d'effectuer un nouveau sondage en 1846 et 1847. D'autres sondages sont peu après ouverts à Dourges et Hénin-Liétard. C'est sur ce point qu'a été constaté pour la première fois la présence de terrain houiller au-delà de Douai, à l'exclusion du Boulonnais. La rencontre du terrain houiller a été tenue secrète.
À la fin de l'année 1848, Mme De Clercq et Louis-Georges Mulot présentent une demande de concession. Des prétentions rivales, de la part de la Compagnie de la Scarpe et de la Compagnie de Courrières, apportent des retards dans l'instruction de cette demande.

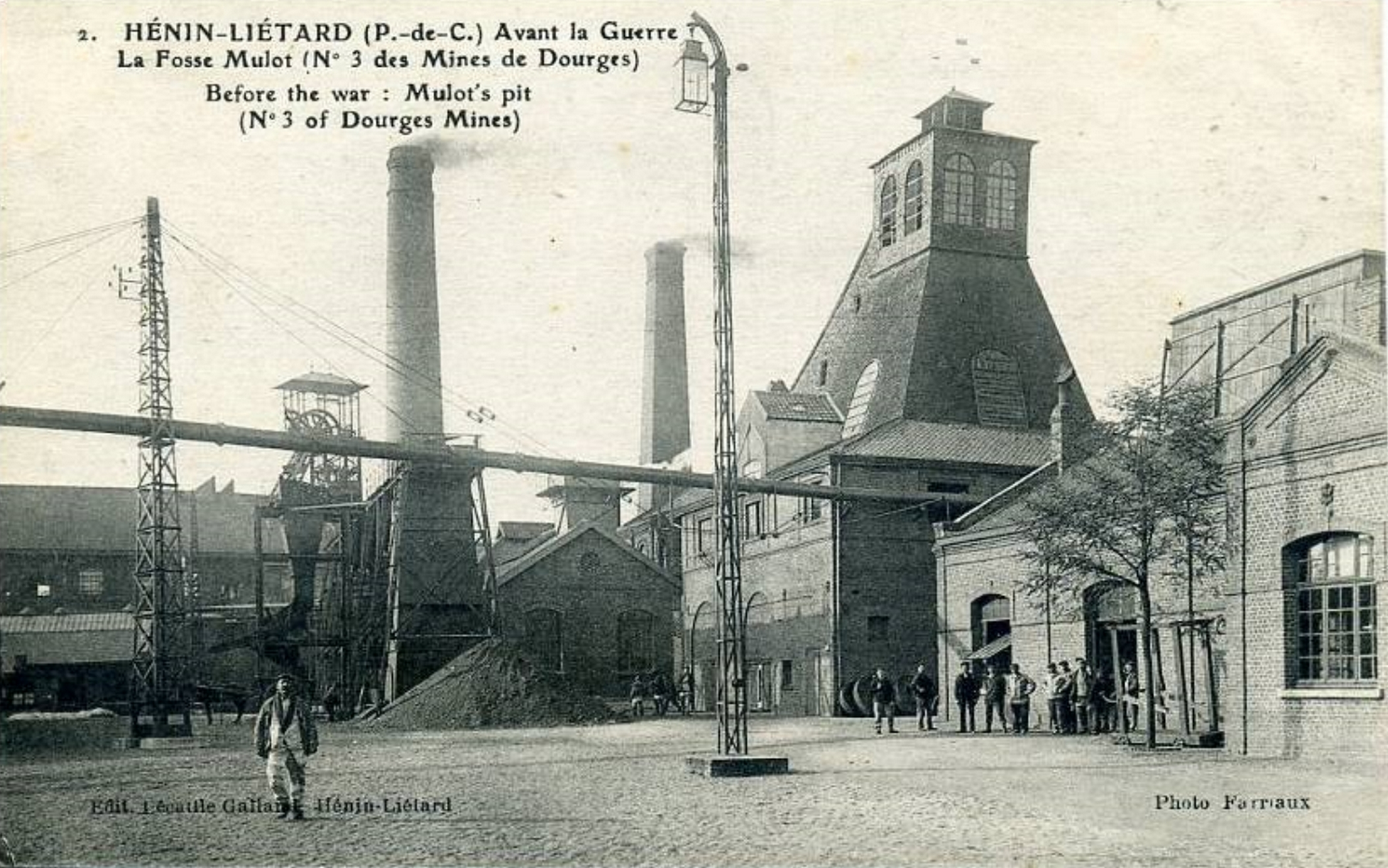
La fosse no 3 - 3 bis avant la guerre.

Un décret du 5 août 1852 accorde à la dame veuve De Clercq et à Louis-Georges Mulot une concession s'étendant sur 3 787 hectares, sous le nom de concession de Dourges. Cette concession a été, avec celles de Courrières, établie par un décret du même jour, la première concession instituée dans le nouveau bassin du Pas-de-Calais. La Compagnie des mines de Dourges est alors fondée dans le but d'exploiter cette concession. La fosse no 3 - 3 bis, sise à Hénin-Beaumont, est baptisée en l'honneur de Louis-Georges Mulot,.
Il consolide ensuite de grands ouvrages d'art, grâce à une technique de forage et de coulage de ciment, et participe aux constructions de certaines voies de chemins de fer. Louis-Georges Mulot meurt en son domicile le 11 avril 1872, rue de Rochechouart, à Paris.

## Récompenses

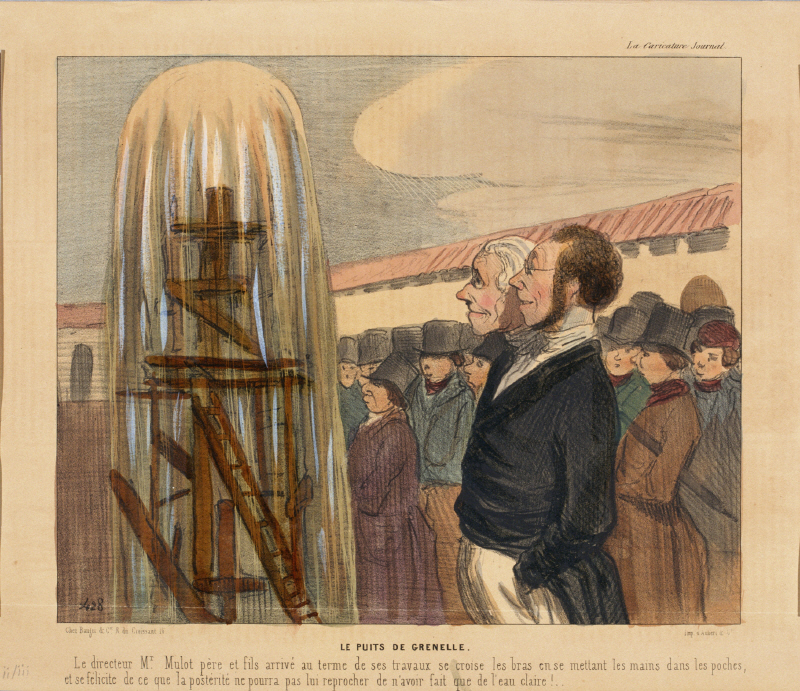
« Le puits de Grenelle. Le directeur M. Mulot père et fils arrivé au terme de ses travaux se croise les bras en se mettant les mains dans les poches, et se félicite de ce que la postérité ne pourra pas lui reprocher de n'avoir fait que de l'eau claire !.. »

Louis-Georges Mulot a reçu de nombreuses distinctions tout au long de sa vie.
- Médailles d'or de la Société d'Encouragement et de la Société d'Agriculture en 1828.
- Prix Montyon de l'Académie des Sciences, en 1835.
- Médailles d'argent aux expositions de 1834 et 1839.
- Médailles d'or aux expositions de 1844 et 1849.
- Médailles d'argent à l'exposition universelle de 1855.
- Médaille aux expositions universelles de Londres de 1851 et 1862.

- Chevalier de la Légion d'honneur. À la suite du succès du puits de Grenelle, Louis-Georges Mulot reçoit la Légion d'honneur des mains du roi Louis-Philippe et obtient une rente à vie de 3 000 francs[12]. Il est surnommé le « Christophe Colomb des puits artésiens[13] ».

## Famille

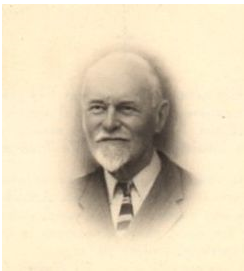
Georges Thibout, arrière-petit-fils de Louis-Georges Mulot.

Son père est originaire de Vaubexy, dans les Vosges. Il s'installe comme serrurier à Épinay-sur-Seine et a été adjoint au maire pendant la Révolution. Il meurt en 1813. Louis-Georges Mulot épouse la même année Thérèse-Julie Hamelin (1794-1868). Ils ont trois enfants : Louis-Jules Mulot (1814-1851), Prosper-Paul Mulot (1816-1883) et Louise-Denise Mulot (1831-1834).
- Louis-Jules Mulot a eu deux enfants et meurt avec toute sa famille de maladie en 1851. C'est lui qui a conduit les travaux du puits de Grenelle, aux côtés de son père. Il a envoyé à François Arago le billet resté célèbre par sa laconicité : « Arago, nous avons l'eau. Mulot. ».
- Prosper-Paul Mulot, marié à Pauline Renaud, fille de l'employé d'octroi de l'abattoir de Grenelle. Ils ont eu deux fils et une fille : Louis-Georges Mulot (1860-1860), Julie-Louise Mulot (1857-1879) et Prosper-Louis Mulot (1861-1936).
  - Julie-Louise Mulot, fille de Prosper-Paul, épouse Albert-Charles Thibout (1855-1927). De leur union naît Georges Thibout, député de la Seine de 1919 à 1924 et maire d'Épinay-sur-Seine.
    - Georges Thibout a eu huit enfants, dont :
      - Julie Thibout, qui épouse Paul-Jacques Dubois, fils de Louis Dubois, député de la Seine de 1910 à 1932, ministre, imprimeur, fondateur du magazine Le Moniteur des travaux publics et du bâtiment[14].
      - Marc Thibout, président de la Société française d'archéologie de 1962 à 1969, grand spécialiste des églises médiévales.